# Captive Pursuit
"Captive Pursuit" és el sisè episodi de la sèrie de televisió de ciència-ficció estatunidenca Star Trek: Deep Space Nine, emès durant la primera temporada. Originalment es va emetre en redifusió a partir de l'1 de febrer de 1993.  L'episodi va ser escrit pel productor executiu Michael Piller i Jill Sherman Donner i va ser dirigit per Corey Allen.
Ambientada al segle XXIV, la sèrie segueix les aventures a Espai Profund 9, una estació espacial situada prop d'un forat de cuc estable entre els Quadrants Alfa i Gamma de la Via Làctia, prop del planeta Bajor, mentre els bajorans es recuperen d'una brutal ocupació de dècades pels imperialistes cardassians. En aquest episodi, una criatura anomenada Tosk (Scott MacDonald) arriba a l'estació des del Quadrant Gamma i fa amistat amb el cap Miles O'Brien (Colm Meaney), que intenta ajudar-lo a escapar del Caçador (Gerrit Graham) que l'ha perseguit a través del forat de cuc.
Scott MacDonald apareixeria més tard en diversos papers més a la franquícia, així com com a personatge recurrent durant la tercera temporada de Star Trek: Enterprise. Graham, que apareix en un paper de convidat com a Caçador, havia estat considerat anteriorment per al paper principal d'Odo. Michael Westmore va dissenyar el maquillatge de Tosk perquè s'assemblés a un caiman; el seu disseny inicial per als Caçadors va ser canviat per motius pressupostaris. L'episodi va ser elogiat pel repartiment i l'equip i va rebre una qualificació Nielsen de 12,9, cosa que el va situar com un dels quatre episodis més vistos de la primera temporada. La recepció de la crítica va ser majoritàriament positiva, amb els crítics aprovant les actuacions de Meaney i MacDonald, però desagradant la naturalesa formulista de la trama. L'episodi va guanyar un Premi Emmy al millor maquillatge per a una sèrie.

## Argument
Una nau danyada i no identificada del Quadrant Gamma atraca a "Deep Space Nine" per a reparacions. El seu pilot reptilià, identificat només com a Tosk, és la primera forma de vida coneguda del Quadrant Gamma que visita l'estació. El cap Miles O'Brien sospita que Tosk està fugint d'alguna cosa a causa de les proves de foc d'armes a la seva nau. O'Brien es fa amic de Tosk i intenta ajudar-lo a reparar la seva nau. Tanmateix, Tosk intenta robar d'un armari d'armes i el cap de seguretat Odo (René Auberjonois) el tanca en una cel·la.
Uns alienígenes uniformats arriben a través del forat de cuc, es teletransporten al DS9 i inicien una batalla de fasers amb un equip liderat pel comandant Benjamin Sisko (Avery Brooks). Els alienígenes lluiten per entrar a la garjola on està detingut Tosk. Sisko, O'Brien i Odo entren a l'habitació mentre un dels alienígenes (Gerrit Graham) expressa la seva decepció per trobar Tosk capturat viu; sembla que Tosk és la presa dels caçadors alienígenes. El caçador ordena a Sisko que baixi el camp de força i alliberi Tosk, però Sisko s'hi nega. Discuteixen el tema i el caçador accepta col·locar el forat de cuc fora dels límits per a futures caceres. Per molt que detesti aquesta pràctica, Sisko creu que, segons la Primera Directiva, la llei que prohibeix interferir amb cultures alienígenes, ha d'alliberar Tosk als alienígenes.
Després de parlar amb el taverner Quark (Armin Shimerman), O'Brien s'adona que pot canviar les regles de la cacera abans que els Caçadors s'hagin endur Tosk. Menteix a Odo i el convenç que alliberi Tosk sota la seva cura, dient que és un assumpte de la Flota Estel·lar, no un assumpte bajorà. O'Brien escorta el Caçador i Tosk fins a una resclosa d'aire, però el Cap l'ha preparat per sobrecarregar-se, deixant inconscient el Caçador, permetent que O'Brien ajudi a Tosk a escapar. A Ops, Sisko és informat de la situació i li diu a Odo que persegueixi el duo a un ritme tranquil, donant temps a O'Brien per ajudar a Tosk a escapar de l'estació amb els Caçadors perseguint-lo. Més tard, un Sisko enfadat renya O'Brien per les seves accions; El Cap expressa la seva sorpresa per no ser detingut immediatament per Odo. Sisko afirma que deu haver-se equivocat i somriu irònicament després que O'Brien hagi sortit del seu despatx.

## Artistes convidats
- Scott MacDonald com a Tosk
- Gerrit Graham com a Caçador
- Kelly Curtis com a Miss Sarda

## Producció

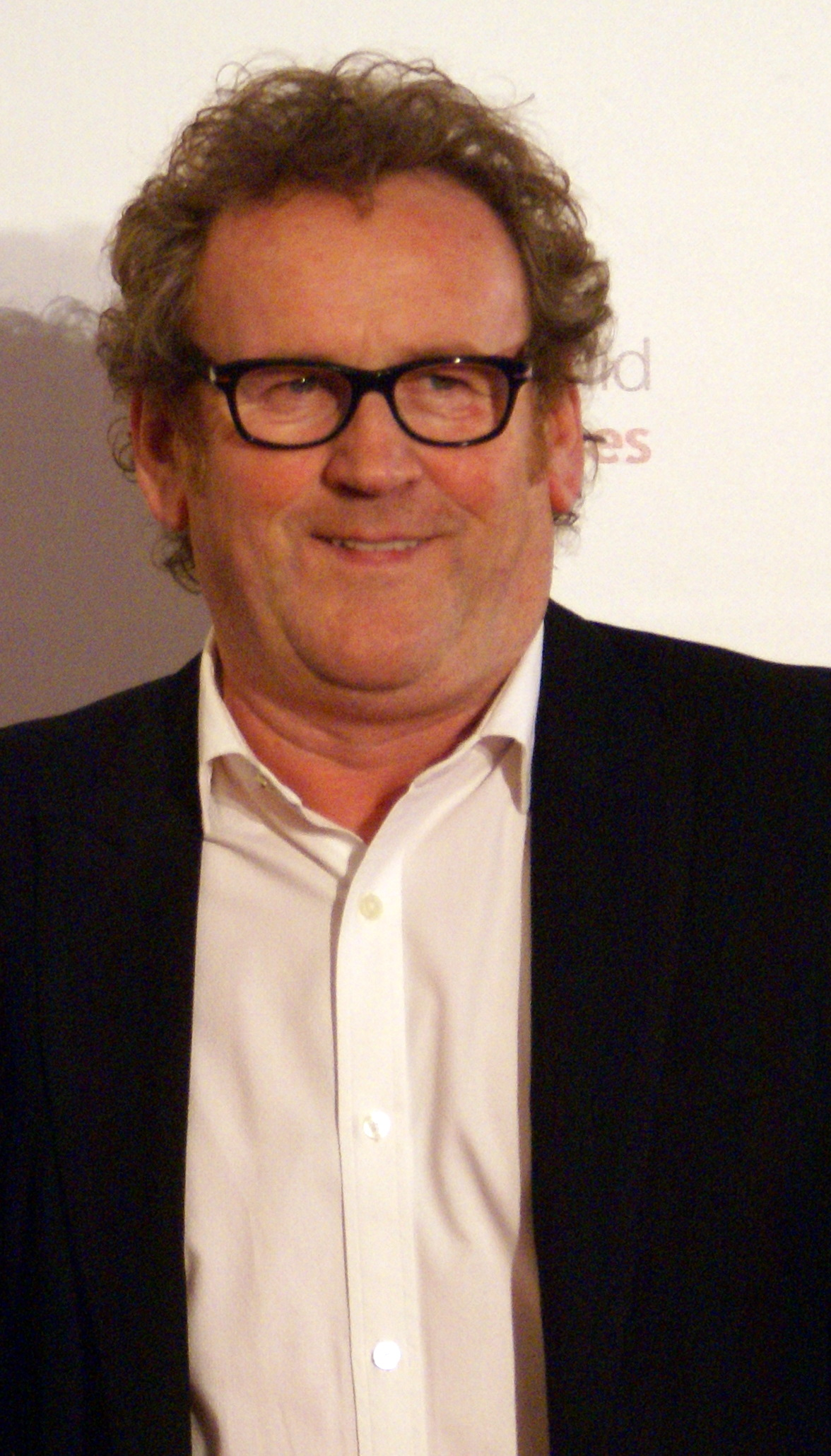
Colm Meaney (a la foto) considerava "Captive Pursuit" el seu episodi favorit de la primera temporada.

Titulat originalment "A Matter of Breeding", el director Corey Allen va dir que l'episodi pretenia allunyar-se de les trames "impecables" de Star Trek: La nova generació. Després que el creador de la franquícia Gene Roddenberry prohibís els desacords entre personatges a La nova generació, això es va convertir en un dels principals elements que els productors volien incloure a la nova sèrie. A l'episodi, això es va mostrar quan O'Brien va alliberar Tosk, però originalment, durant el segment de avançament al principi, es pretenia mostrar la noia dabo, la senyoreta Sarda, fent propostes al comandant Sisko. "Vam tenir llargues converses sobre això i finalment ens vam decantar pel bàndol conservador, però mai havíem tingut aquest tipus de conferència a TNG", va explicar Allen. El productor executiu Michael Piller va escriure l'episodi amb l'escriptora Jill Sherman Donner, que havia treballat anteriorment en programes de televisió com Magnum, P.I.
Michael Westmore va dissenyar el maquillatge de l'episodi, inspirant-se en un caiman que va veure a National Geographic per crear l'aspecte de Tosk. Inicialment, es pretenia que els Caçadors semblessin més alienígenes, amb vapor sortint de les seves màscares quan s'obrien per revelar una cara demoníaca amb ulls enormes i pell escamosa. Tanmateix, a causa de restriccions pressupostàries, els plans originals de vestuari i maquillatge es van descartar i la descripció es va revisar per convertir-se en "una cara humanoide força mundana, no gaire humana".
designed the make-up in the episode, drawing inspiration from an alligator he saw in National Geographic to create Tosk's appearance. The Hunters were initially intended to appear more alien-like, with steam rising out of their masks as they opened to reveal a demonic face with huge eyes and scaly skin. However, due to budgetary restraints, the original costume and make-up plans were scrapped and the description was revised to become "a rather mundane humanoid face, not far off human." L'efecte de transportador utilitzat pels Caçadors es va inspirar en la pel·lícula de ciència-ficció Metropolis (1927), concretament en l'escena en què la robot Maria experimenta una transformació.
"Captive Pursuit" va marcar la primera aparició a la franquícia Star Trek tant per a Scott MacDonald com per a Gerrit Graham. MacDonald va aparèixer una setmana després a l'episodi de La nova generació "La cara de l'enemic" com a Subcomandant N'Vek. També apareixeria a l'episodi de DS9 "Hippocratic Oath" i al pilot de Star Trek: Voyager "El Guardià". A Star Trek: Enterprise, va ser escollit per al paper recurrent de l'antagonista xindi-reptilià Guruk Dolim durant la tercera temporada. Graham va ser considerat, juntament amb René Auberjonois i Andrew Robinson, per al paper d'Odo, que va ser per a Auberjonois. Més tard, Robinson va ser escollit com a Elim Garak. Més tard, Graham va obtenir el paper de Quinn, el segon Q a Voyager, a l'episodi "Desig de morir".
L'episodi va ser rebut positivament pel repartiment i l'equip. Meaney va qualificar "Captive Pursuit" com una "història clàssica de Star Trek" i va elogiar l'actuació de MacDonald, nomenant l'episodi el seu favorit de la primera temporada. Michael Piller va dir que era un dels seus episodis preferits de la temporada, mentre que Rick Berman va dir que era el seu favorit dels primers sis episodis de la sèrie, i va assenyalar que la connexió entre Tosk i O'Brien era "encantadora".

## Recepció
"Captive Pursuit" es va estrenar en redifusió el 31 de gener de 1993. Va rebre una qualificació Nielsen del 12,9%, quedant tercer en la seva franja horària. Aquest va ser el quart episodi amb més audiència de la temporada, darrere d'"Emissary", "Past Prologue" i "A Man Alone". Va guanyar el Premi Emmy per la seva destacada tasca individual en el maquillatge d'una sèrie.
Keith DeCandido va donar a l'episodi una qualificació de 7/10 per a Tor.com, qualificant-lo de "episodi bo, sòlid i ben elaborat, ancorat en dues actuacions excel·lents", tot i creure que la primera temporada de DS9 era fluixa abans de l'episodi "Duet". DeCandido va assenyalar que "Captive Pursuit" era un bon episodi amb temàtica de la Primera Directiva amb cultures alienígenes interessants. Va descriure Colm Meaney com a "magnífic" i va dir que Scott MacDonald va fer una "actuació magnífica".
Zack Handlen, a la seva ressenya de The A.V. Club, va dir que l'episodi era formulista, mancava de substància i simplement estava dissenyat per donar alguna cosa a fer a Meaney. Va elogiar la dinàmica entre Meaney i MacDonald, però va dir que "tot i que no és un clàssic, [l'episodi va ser] prou entretingut" i va ajudar a configurar el personatge d'O'Brien com un per equilibrar la complexitat d'alguns dels personatges més nous introduïts a la sèrie.
El 2015, Geek.com va suggerir aquest episodi com un "episodi recomanat" per a la seva guia abreujada de marató de sèries de Star Trek: Deep Space Nine.

## Llançament en mitjans domèstics
El primer llançament domèstic de l'episodi va ser en vídeocasset VHS als Estats Units el 10 de setembre de 1996. Va formar part del llançament inicial de cassets per part de Paramount Home Video, que va veure els primers sis episodis publicats i va ser en un casset d'un sol episodi.
Aquest es va publicar en VHS al Regne Unit, juntament amb "Babel".
Aquest episodi es va publicar en LaserDisc juntament amb "Babel" en un disc de doble cara, l'1 d'octubre de 1996 als Estats Units. Es va vendre per 34,98 USD i va ser publicat per Paramount Home Video.
Es va publicar en DVD com a part de la primera temporada el 3 de juny de 2003. Aquest episodi es va publicar el 2017 en DVD de nou amb la caixa de la sèrie completa, que tenia 176 episodis en 48 discs.